# 门罗维尔 (印第安纳州)
门罗维尔（英語：Monroeville）為美国印第安纳州艾伦县城镇，位于该县西南部。总面积1.9平方公里，总人口1,235（2010年）。